# 柯克蘭 (喬治亞州)
柯克蘭（英語：Kirkland）是位於美國喬治亞州阿特金森縣的一個非建制地區。該地的面積和人口皆未知。

## 地理
柯克蘭的座標為31°18′29″N 83°54′29″W / 31.30806°N 83.90806°W，而該地的平均海拔高度為68米（即223英尺）。